# Leptotyphlops incognitus
Leptotyphlops incognitus — вид змій родини струнких сліпунів (Leptotyphlopidae). Мешкає в Африці на південь від Сахари.

## Поширення і екологія
Leptotyphlops incognitus мешкають на півдні Замбії і Малаві, на півночі і сході Зімбабве, в центральному і південному Мозамбіку, на північному сході Південно-Африканської Республіки та в Есватіні, можливо, також на сході Ботсвани. Вони живуть в сухих тропічних лісах, вологих саванах і на луках, під камінням і опалому листя та в термітниках. Ведуть риючий спосіб життя. Відкладають яйця.